# Eduardo Marcelo Rodrigues Nunes
Eduardo Marcelo Rodrigues Nunes, noto anche con lo pseudonimo di Dudu (São Vicente, 5 giugno 1999), è un calciatore brasiliano, centrocampista del Ponte Preta in prestito dal Vitória.

## Caratteristiche tecniche
Ricopre il ruolo di centrocampista difensivo.

## Carriera
Dudu ha iniziato a giocare a calcio nei settori giovanili di São Vicente e Portuguesa Santista, per poi passare al Santos nel 2018. Utilizzato prevalentemente nella Squadra Under-20, con la squadra B ha partecipato alla Copa Paulista dove ha giocato due incontri. L'anno seguente ha giocato con Athl. Paranaense e PSTC senza però debuttare in prima squadra in nessuno dei due club.
Nel 2020 ha firmato con il Tupã ed ha disputato il Campeonato Paulista Segunda Divisão segnando una rete in sei incontri. Nei primi mesi del 2021 con l'Ação ha giocato nel Campionato Mato-Grossense, e successivamente è passato al Ferroviário-CE con cui ha debuttato in Série C il 29 maggio nell'incontro pareggiato 0-0 contro il Botafogo-PB.
Il 15 marzo 2022 è passato in prestito al Fortaleza, dove ha giocato esclusivamente con la squadra Under-23. Rientrato al Ferroviário, il 24 novembre ha firmato con il Volta Redonda.
Il 2 giugno 2023 è passato in prestito al Vitória, dove si è ritagliato uno spazio da titolare nella formazione titolare ed ha conquistato la promozione in Série A vincendo il campionato. Riscattato al termine della stagione, il 14 aprile 2024 ha giocato il suo primo incontro nella massima divisione brasiliana, contro il Palmeiras.

## Statistiche

### Presenze e reti nei club
Statistiche aggiornate al 12 luglio 2024.
| Stagione        | Squadra         | Campionato      | Campionato | Campionato | Coppe nazionali | Coppe nazionali | Coppe nazionali | Coppe continentali | Coppe continentali | Coppe continentali | Altre coppe | Altre coppe | Altre coppe | Totale | Totale | Totale |
| Stagione        | Squadra         | Comp            | Pres       | Reti       | Comp            | Pres            | Reti            | Comp               | Pres               | Reti               | Comp        | Pres        | Reti        | Pres   | Reti   |        |
| --------------- | --------------- | --------------- | ---------- | ---------- | --------------- | --------------- | --------------- | ------------------ | ------------------ | ------------------ | ----------- | ----------- | ----------- | ------ | ------ | ------ |
| 2018            | Santos B        |                 | -          | -          |                 | -               | -               |                    | -                  | -                  | CP          | 2           | 0           | 2      | 0      |        |
| 2020            | Tupã            | SD/SP           | 6          | 1          |                 | -               | -               |                    | -                  | -                  |             | -           | -           | 6      | 1      |        |
| 2021            | Ação            | PD/MT           | 6          | 2          |                 | -               | -               |                    | -                  | -                  |             | -           | -           | 6      | 2      |        |
| 2021            | Ferroviário-CE  | PD/CE+C         | 0+15       | 0          | CB              | 1               | 0               |                    | -                  | -                  |             | -           | -           | 16     | 0      |        |
| 2022            | Ferroviário-CE  | PD/CE+C         | 14+5       | 0          | CB              | 0               | 0               |                    | -                  | -                  | CdN         | 3           | 0           | 22     | 0      |        |
| 2023            | Volta Redonda   | A/RJ+C          | 11+2       | 0          | CB              | 4               | 1               |                    | -                  | -                  |             | -           | -           | 17     | 1      |        |
| 2023            | Vitória         | PD/BA+B         | 0+20       | 0          | CB              | 0               | 0               |                    | -                  | -                  |             | -           | -           | 20     | 0      |        |
| 2024            | Vitória         | PD/BA+A         | 11+5       | 0          | CB              | 2               | 0               |                    | -                  | -                  | CdN         | 5           | 0           | 23     | 0      |        |
| Totale carriera | Totale carriera | Totale carriera | 95         | 3          |                 | 7               | 1               |                    | 0                  | 0                  |             | 10          | 0           | 112    | 4      |        |

## Palmarès

### Club

#### Competizioni nazionali
- Campionato brasiliano di seconda divisione: 1

Vitória: 2023

#### Competizioni statali
- Campionato Baiano: 1

Vitória: 2024